# Districtul Saale
Districtul rural Saalekreis este un district (în germană Landkreis) în landul Saxonia-Anhalt, Germania. 